# Buffum
Buffum (Боффум) — з 1901 року американський виробник автомобілів. Штаб-квартира розташована в місті Абінгтон. У 1907 році компанія припинила виробництво автомобілів.

## Заснування компанії. Перший американський автомобіль
Компанія Buffum офіційно існувала з 1901 по 1907 рік у містечку під назвою Абінгтон, невеликому містечку за 32 км від Бостона, населення містечка становило на той момент близько 4500 жителів. Автомобіль цієї марки 1895 року виробництва, що був виставлений на аукціоні у Лондоні у 2012 році, є найстарішим американським автомобілем, який зберігся до сьогодні.

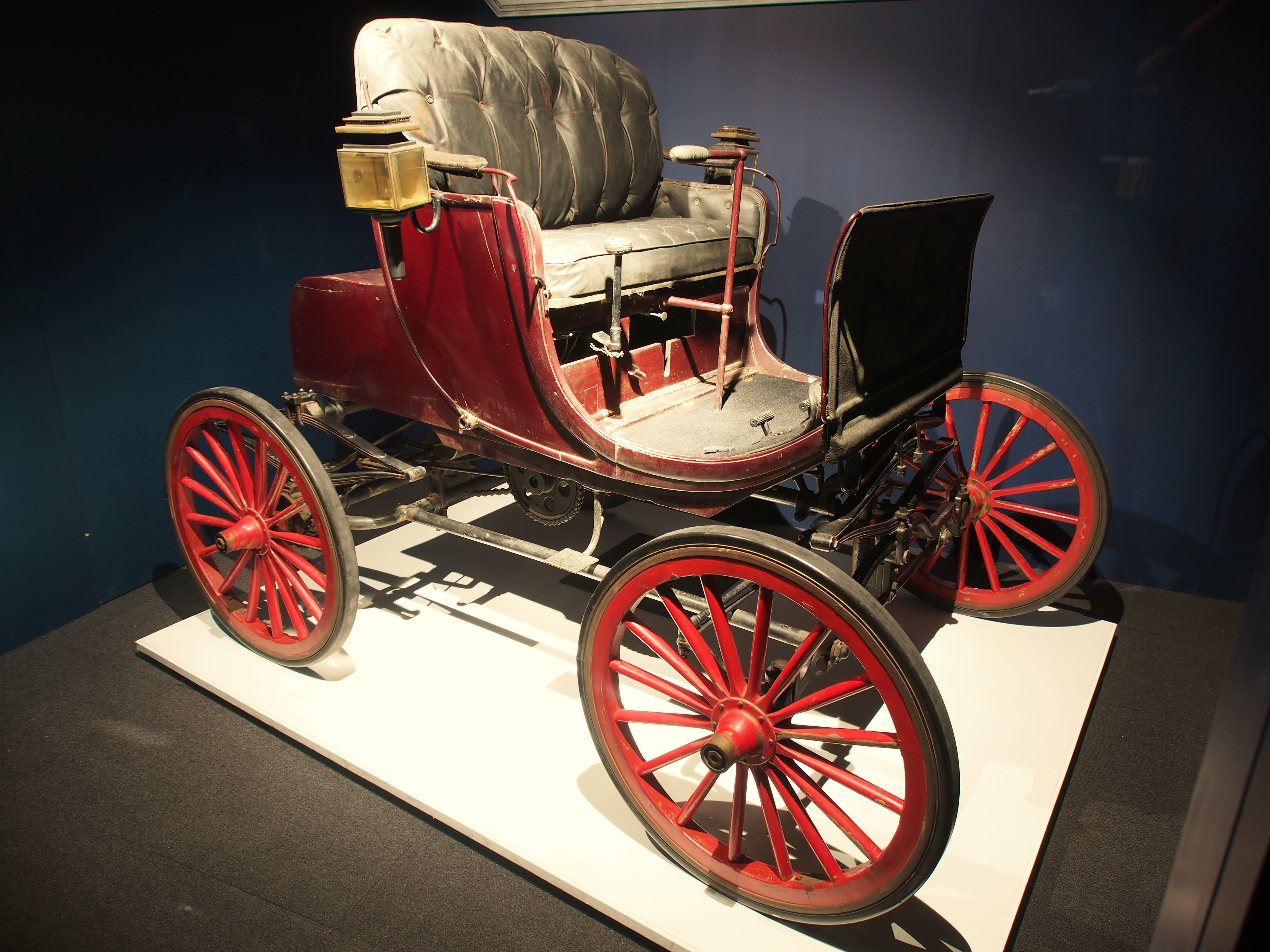
Buffum Stanhope 1895 року

Засновником марки Buffum був Герберт Боффум, що народився в 1861 році в Нью-Гемпширі. В молодості він працював машиністом в компанії S.C. Forsaith Machine & Company. У 1891 році він заснував власну справу з виробництва невеликої техніки на зразок автоматичних машинок для виготовлення взуття та одягу, а також ручних млинів. У цей період він і зацікавився автомобілями. Вважається, що Боффум побудував свій перший автомобіль в 1895 році. Автомобіль отримав чотирициліндровий рядний двигун з чавунним блоком, в якому кожен циліндр стояв окремо, кузов був поставлений місцевим виробником карет Джорджем Пірсом на трубчасту раму. З особливостей конструкції варто зауважити подвійну вихлопну систему, яка охолоджувалася окремим резервуаром, який, крім цього, служив і охолоджувачем двигуна. Як трансмісія використовувалася двоступенева планетарна коробка передач з ланцюговим приводом приводної осі. Buffum був першим автомобілем з рядною четвіркою в ролі двигуна.
Однак, перші офіційні згадки про фірму H. H. Buffum Manufacturing Co як про виробника автомобілів з'являються тільки 1901 року. В цей рік Боффум будує шість автомобілів, характерною особливістю яких стала наявність 2-циліндрового ДВЗ з опозитним розташуванням циліндрів. Заявка на патент була зроблена в серпні 1901 року, підтверджена ж вона була в лютому 1902 року. Родзинкою автомобілів стало розташування педалі акселератора не на кермі, а на підлозі, як у сучасних автомобілів. Протягом 1902 року фірма зробила вже близько 50 автомобілів. У 1903 році фірма розширила свій асортимент за рахунок чотирициліндрового мотора. Ще однією особливістю автомобілів цієї марки, крім опозитних двигунів і трансмісії з ковзаючими передачами, стала наявність саморобних кузовів, які виготовлялися з алюмінію, Боффум спеціально для цього виробництва заснував окрему кузовну компанію.

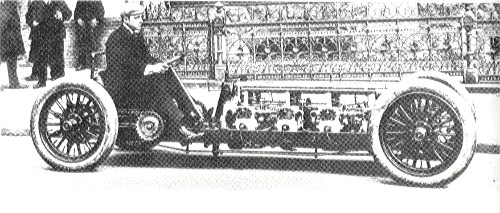
Buffum Central Greyhound 100HP

У квітні 1904 року Герберт Боффум на замовлення великого нью-йоркського автодилера Central Automobile Company, який розташовувався на відомому нині Бродвеї, будує один з перших восьмициліндрових автомобілів у світі. Раніше Боффума це зробив Уінтон зі своїм Bullet N2. Central Greyhound, як назвали автомобіль, зовні дуже був схожий на гоночний болід з Клівленда. Восьмициліндровий мотор, що розвивав 100 к.с. (один з найбільш потужних моторів на той момент), складався з чотирьох блоків, які мали по два опозитних циліндра, колінчасті вали блоків з'єднувалися один з одним через фланцеві кріплення. Сам Боффум назвав свій мотор «octuple opposed» — «вісімковий опозит».
Замовник, який продавав в США автомобілі спортивної марки Mors, вирішив використовувати автомобіль в спортивних змаганнях, і навіть ангажував для цього гонщика Лафайєтта Маркла, який ганяв на автомобілях французької марки Mors. Очікувалося, що Маркл повинен був побити рекорд проходження однієї милі, встановлений Барні Олдфілдом, який виступав на Winton Bullet, однак на намічених в липні заїздах Маркл не зміг взяти участь через неполадки в системі живлення. У машини було чотири карбюратори, на кожен блок окремий, і їх ніяк не вдавалося синхронізувати. Хоча на пробних заїздах Маркл зміг поліпшити час Олдфілда аж на 13 секунд, подолавши милю за 42 секунди, проте цей час не фіксувався офіційними секундантами заїзду на головний приз. Подальших згадок про участь цього автомобіля, який міг розвивати швидкість в 131 км/год, в будь-яких змаганнях більше ніде не зустрічалося.

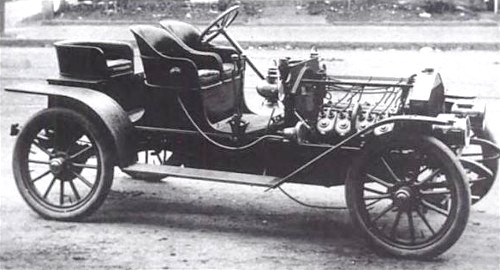
Buffum Model G 40HP з восьмициліндровим мотором

Через рік Боффум будує перший серійний в США восьмициліндровий автомобіль з V-подібним розташуванням циліндрів. Всі попередні восьмициліндрові машини, наявні на той момент, були побудовані або для спорту в єдиному екземплярі, або не виходили за рамки прототипів. Новинка мала цілісний мотор з 45-градусним розвалом у блоці, при об'ємі в 6.6 л мотор розвивав потужність в 40 к.с..

## Припинення виробництва автомобілів. Закриття компанії

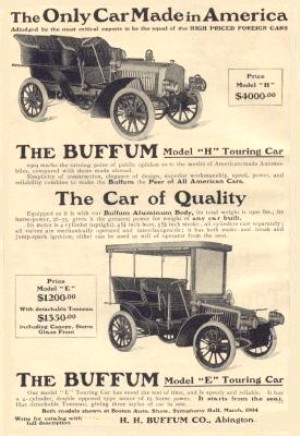
Рекламний проспект фірми за 1907 рік

Геній інженера Боффума переситився автомобілями, і в тому ж році він захопився літаками, зокрема гідропланами. Він покинув автомобільний бізнес і переключився на літаки. Залишки машинокомплектів були продані Бікнеллу Холлу з Тонтона, штату Массачусетс, який розпродавав залишки моделей Model E 28/32HP з чотирма циліндрами, на базі якої і був побудований восьмициліндровий мотор, і Model G 40HP під маркою Hall.
Однак і літаки не стали сенсом життя Герберта Боффума. У 1909 році він продає свій завод і переїжджає в Нью-Гемпшир, де починає будувати човни. Згодом він перебрався в Портланд, де продовжував займатися виготовленням човнів аж до своєї смерті в 1933 році. У 1914 році Боффум вирішив виробляти циклокари з V2 двигунами, однак його нова марка Laconia проіснувала менше року, після чого Боффум ніколи більше не повертався до автомобілів. До наших днів дожив лише один (з 70 виготовлених) автомобіль цієї марки — перший прототип Боффума, який його спадкоємиця продала в 1934 році в автомузей з Прінстона. Автомобіль марки Buffum є на сьогодні найстарішим американським автомобілем, який дожив до наших днів і знаходиться в приватних руках.

## Список автомобілів Buffum
- 1901 — Buffum 2-cylinder
- 1903 — Buffum 20HP
- 1904 — Buffum Central Greyhound
- 1905 — Buffum Model G
- 1906 — Buffum Model E
  - Buffum Model F
  - Buffum Model H